# Résurrection
Pour les articles homonymes, voir Résurrection (homonymie).

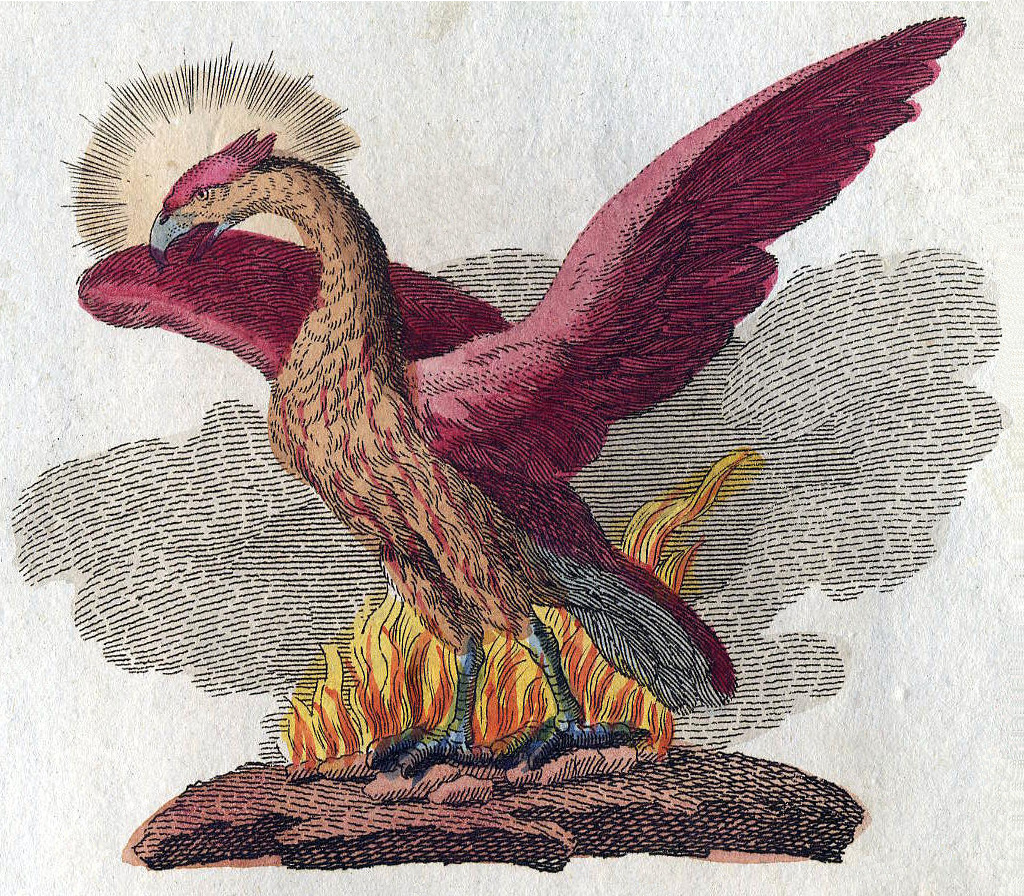
Phénix par Friedrich Justin Bertuch, 1790-1830.

La résurrection est le fait de revenir à la vie après la mort. La résurrection des morts (koinè : ἀνάστασις [τῶν] νεκρῶν, anastasis [tôn] nekrôn ; littéralement : « remontée des morts ») est une doctrine commune à plusieurs religions pour lesquelles les morts peuvent être ramenés à la vie. Diverses formes de ce concept peuvent être trouvées dans l'eschatologie chrétienne, islamique, juive et zoroastrienne. Les religions abrahamiques lui accordent une importance variable.
La Bible évoque plusieurs résurrections. Il s'agit de phénomènes surnaturels contraires à la raison et à l'expérience humaines. L'Ancien Testament cite trois résurrections : celle du fils d’une veuve de Sarepta opérée par le prophète Élie, celle du fils de la Sunamite (habitante de Sunem) par Élisée et celle d’un homme ayant touché les ossements d’Élisée.
Dans le Nouveau Testament, les trois usages de ce terme concernent la résurrection de Jésus, la résurrection de tous les hommes et la résurrection de quelques personnages identifiés, : celle du fils de la veuve de Naïm, par Jésus-Christ, celle de la fille de Jaïre, par Jésus-Christ, celle de Lazare, celle de Dorcas (Tabitha), par l’apôtre Pierre et celle du jeune homme Eutyche, par l’apôtre Paul.

## La résurrection dans les religions

### La résurrection des morts
Le mot « résurrection » vient du latin resurgere qui signifie « se relever, se lever une nouvelle fois ». Il est la traduction du terme grec anastasis. Les traducteurs hébreux du grec ont rendu anastasis par une expression qui signifie « retour à la vie des morts » (transcription de l’hébreu : tchiyath hamméthim).
Peu d'auteurs[réf. nécessaire] se sont penchés sur le cycle naturel : naissance, croissance, production, repos, mort. La perception de ce cycle remonte au paléolithique.
Le retour du printemps après l'hiver est une allégorie courante de ce cycle.
Des dieux tels que Hercule, Dionysos, etc. sont des dieux qui meurent et qui renaissent chaque année, à l'équinoxe de printemps. D'autres divinités, notamment galloises, renaissent, elles, au solstice d'été (les feux de la Saint-Jean).

### Religion égyptienne antique

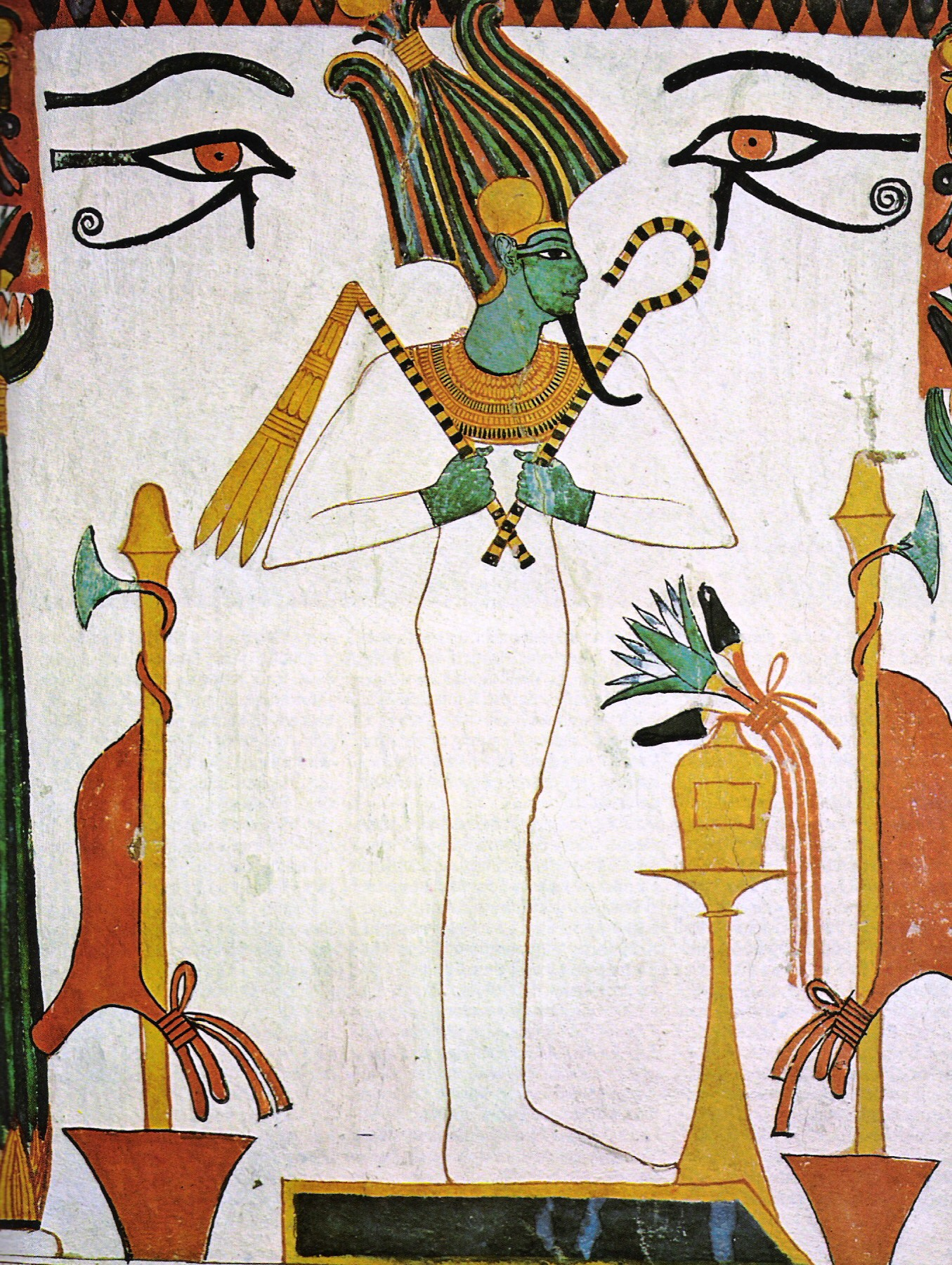
Osiris étant un dieu mort, ses représentations le font voir comme un corps momifié, ici debout tel un être ayant vaincu la mort

Selon Jean Prieur, dans la religion égyptienne antique, comme dans la plupart des religions qui ne sont pas judéo-chrétiennes, la croyance veut que la résurrection des morts soit immédiate. Tout de suite après sa mort, le défunt continue à vivre dans l'invisible.

Dans son ouvrage, Jean Prieur cite notamment un texte qui en témoigne, trouvé dans l'ancienne ville d'Akhetaton connue aujourd'hui sous le nom de Tell el-Amarna :
« Que j'entre en mon tombeau et que j'en sorte, que je sois au frais à son ombre, que je boive de l'eau chaque jour à ma fontaine, que tous mes membres soient vigoureux ! Que mon âme se pose sur les branches des arbres que j'ai plantés. »

### Religion gréco-latine
Dans la Mythologie grecque, Dionysos va régulièrement mourir et revenir à la vie. Dans le culte Romain, la figure de Mithra est traditionnellement associé à la résurrection.

## Les religions abrahamiques
Le concept de résurrection des morts dans les religions abrahamiques est une croyance en une résurrection de tous les morts à la fin des Temps, qui va de pair avec l'idée d'un Jugement dernier.

### Judaïsme
Dans le judaïsme, la résurrection est intimement liée au messianisme juif.

#### Généralités

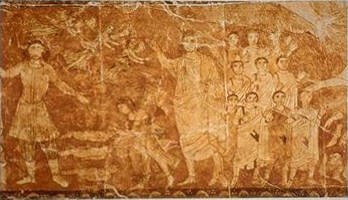
Résurrection des morts, fresque de la synagogue de Doura Europos (Syrie).

Bien qu'il n'y ait aucune croyance en la vie après la mort avec récompense ou punition dans le judaïsme avant 200 av. J.-C., dans le judaïsme et le samaritanisme ultérieurs, on pense que le Dieu d'Israël donnera un jour teḥiyyat ha-metim (« la vie aux morts ») aux justes pendant l'âge messianique, et qu'ils vivront pour toujours dans le monde à venir (Olam Ha-Ba)[réf. nécessaire]. Les Juifs fondent aujourd'hui cette croyance sur le Livre d'Isaïe (Yeshayahu), le Livre d'Ézéchiel (Yeḥez'qel) et le Livre de Daniel (Dani'el). Les Samaritains la basent uniquement sur un passage appelé le Haazinu dans le Pentateuque samaritain, car ils n'acceptent que la Torah et rejettent le reste de la Bible hébraïque.

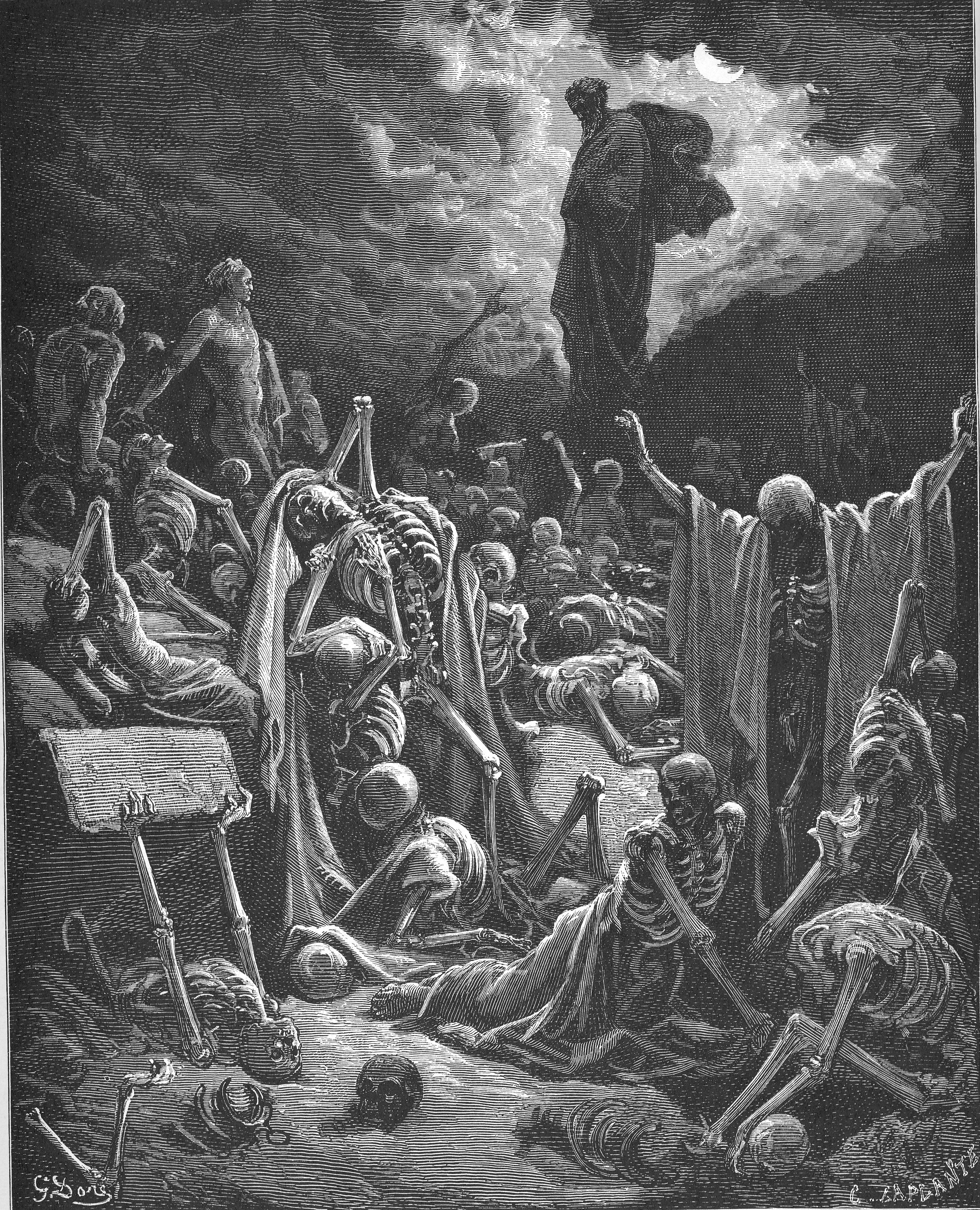
La vision d'Ézéchiel : la vallée des ossements desséchés, gravure de Gustave Doré (1866)

La résurrection des morts est une croyance fondamentale dans la Mishna qui a été assemblée au début des siècles de l'ère chrétienne. La croyance en la résurrection s'exprime en toutes occasions dans la liturgie juive ; par exemple, dans la prière du matin Elohai Neshamah, dans le Shemoneh 'Esreh et dans les services funéraires. Maïmonide en a fait le dernier de ses treize articles de foi : 
« Je crois fermement qu'il y aura un réveil des morts à un moment qui plaira au Créateur, béni soit Son nom ».
La Bible hébraïque évoque trois cas de résurrection :
- Le prophète Élie ressuscite le fils de la veuve de Sarepta (1 Rois 17: 17-24)
- Élisée élève le fils de la femme sunamite (2 Rois 4: 32–37); c'était le même enfant dont il avait prédit la naissance auparavant (2 Rois 4: 8-16)
- Le corps d'un mort qui a été jeté dans la tombe d'Elisée est ressuscité lorsque le corps touche les os d'Elisée (2 Rois 13:21)

Pendant la période du Second Temple, le judaïsme a développé une diversité de croyances concernant la résurrection. Le concept de résurrection du corps physique se retrouve dans 2 Maccabées, selon lequel cela se fera par recréation de la chair. La résurrection des morts apparaît également en détail dans les livres extra-canoniques d'Enoch, dans l'Apocalypse de Baruch et l'Apocalypse d'Esdras. Selon le savant britannique de l'ancien judaïsme Philip R. Davies, il y a « peu ou pas de référence claire… soit à l'immortalité, soit à la résurrection d'entre les morts » dans les textes des manuscrits de la mer Morte. Josèphe et le Nouveau Testament rapportent tous les deux que les Sadducéens ne croyaient pas à une vie après la mort mais les sources varient selon les croyances des Pharisiens. Le Nouveau Testament affirme que les Pharisiens croyaient en la résurrection, mais ne précise pas si cela incluait la chair ou non. Selon Josèphe, qui était lui-même un pharisien, les pharisiens soutenaient que seule l'âme était immortelle et que les âmes des bonnes gens se réincarneraient et « passeraient dans d'autres corps », tandis que « les âmes des méchants subiront une punition éternelle ». Le Livre des Jubilés ne se réfère qu'à la résurrection de l'âme, ou à une idée plus générale d'une âme immortelle.
Harry Sysling, dans son étude de 1996 sur Teḥiyyat Ha-Metim dans le Targoum palestinien, identifie une utilisation cohérente du terme « seconde mort » dans les textes de la période du Second Temple et les premiers écrits rabbiniques, mais pas dans la Bible hébraïque. « La deuxième mort » est identifiée au jugement, suivi de la résurrection de Gehinnom (« Gehenna ») au Dernier Jour.

#### Le prophète Élie
La première résurrection rapportée en I Rois dans la Bible hébraïque est celle réalisée par le prophète Elie sur le fils de la veuve de Sarepta :

« Quelque temps après, le fils de cette femme, de la maîtresse du logis, tomba malade, et sa maladie s'aggrava au point qu'il ne lui resta plus de souffle. 18 … Et il (Elie) le prit d'entre ses bras, le porta dans la chambre haute où il logeait, le coucha sur son propre lit, 20 et invoqua l’Éternel en disant : « Seigneur, mon Dieu ! Quoi ! Même envers cette veuve, dont je suis l'hôte, tu userais de rigueur, en faisant mourir son fils ! » 21 Alors il s'étendit sur l'enfant par trois fois et invoqua l’Éternel en disant : « Seigneur, mon Dieu ! Permets que la vie revienne au cœur de cet enfant ! » 22 L’Éternel exauça la prière d'Elie, et la vie revint au cœur de l'enfant, et il fut sauvé. 23 Elie prit l'enfant, le transporta de la chambre haute à l'intérieur et le rendit à sa mère en disant : « Vois, ton fils est vivant. »

#### L'absence de mort
Le prophète Élie lui-même ne meurt pas. 

« Comme (Élie et Élisée) continuaient à marcher en parlant, voici, un char de feu et des chevaux de feu les séparèrent l’un de l’autre, et Élie monta au ciel dans un tourbillon. Élisée regardait et criait : Mon père ! mon père ! Char d’Israël et sa cavalerie ! Et il ne le vit plus. Saisissant alors ses vêtements, il les déchira en deux morceaux, et il releva le manteau qu’Élie avait laissé tomber. »

Élie a un précurseur en la personne du patriarche Hénoch, qui disparaît sans mourir au sens strict.

« Hénoch marcha avec Dieu ; puis il ne fut plus, parce que Dieu le prit. »

#### Vision d'Ézéchiel
Une description saisissante est la vision des ossements desséchés par Ezéchiel à partir du Sheol, en 37:1-14 :
« La main du Seigneur se posa sur moi et le Seigneur me transporta en esprit et me déposa au milieu de la vallée, laquelle était pleine d'ossements. Il me fit avancer près d'eux, tout autour ; or, il y en avait un très grand nombre à la surface de la vallée, et ils étaient tout desséchés. (…) Et il me dit : "Prophétise sur ces ossements et dis-leur : Ossements desséchés, écoutez la parole de l’Éternel ! Ainsi parle le Seigneur Dieu à ces ossements : Voici que je vais faire passer en vous un souffle, et vous revivrez. Je mettrai sur vous des nerfs, je ferai croître autour de vous de la chair, je vous envelopperai d'une peau ; puis je mettrai en vous l'esprit, et vous vivrez ; et vous reconnaîtrez que je suis l’Éternel. Je prophétisai comme j'en avais reçu l'ordre. Il se fit une rumeur, comme je prophétisais, puis un frémissement, et les os se rapprochèrent en s'ajustant l'un à l'autre. Je vis qu'il y avait sur eux des nerfs, qu'une chair s'était développée et qu'une peau s'étendait par-dessus, mais de souffle, il n'y en avait point encore. Il me dit "Fais appel à l'esprit, fais appel, fils de l'homme, et dis à l'esprit : Ainsi parle le Seigneur Dieu : Des quatre coins, viens, ô esprit, souffle sur ces cadavres et qu'ils revivent". Et je prophétisai, comme il me l'avait ordonné ; et l'esprit les pénétra, ils vécurent et ils se dressèrent sur leurs pieds, en une multitude extrêmement nombreuse. Alors il me dit : "Fils de l'homme, ces ossements, c'est toute la maison d'Israël (…) et dis-leur : Ainsi parle le Seigneur Dieu : Voici que je rouvre vos tombeaux, et je vous ferai remonter de vos tombeaux, ô mon peuple ! et je vous ramènerai au pays d'Israël. Et vous reconnaîtrez que je suis l’Éternel, quand j'aurai ouvert vos tombeaux et quand je vous aurai fait remonter de vos tombeaux, ô mon peuple ! Je mettrai mon esprit en vous et vous serez vivifiés, et je vous asseoirai sur votre sol, et vous reconnaîtrez que je suis l’Éternel, - qui ai parlé et qui exécute, dit l’Éternel." ».

#### Prophétie de Daniel
Dans le livre de Daniel, on trouve une mention de la résurrection individuelle mais il n'est pas certain qu'il s'agisse d'une résurrection pour tous.

« Pour toi, va, prends ton repos ; et tu te lèveras pour ta part à la fin des jours. »

Qui peut ressusciter, du moins d'après Daniel ?

« Ton peuple échappera : tous ceux qui se trouveront inscrits dans le Livre [le Livre des prédestinés, le Livre de Vie]. Un grand nombre de ceux qui dorment au pays de la poussière s'éveilleront, les uns pour la vie éternelle, les autres pour l'opprobre, pour l'horreur éternelle. Les doctes resplendiront comme la splendeur du firmament, et ceux qui ont enseigné la justice à un grand nombre, comme les étoiles, pour toute l'éternité (Dn 12. 2-3). »

1. Les impies demeureront dans le Sheol, ils ne ressusciteront pas.
2. Les apostats et les traîtres connaîtront « l'horreur éternelle » : ils seront réveillés d'entre les morts pour souffrir des tourments sans fin, d'où la possibilité d'un enfer.
3. Les justes et les saints, ressuscités, jouiront de « la Vie éternelle ».

#### Autres occurrences
- Jb 19,26 : « Quand ma peau sera détruite, il se lèvera ; quand je n'aurai plus de chair, je verrai Dieu »
- Dn 12, 1-4 : « La multitude de ceux qui dorment dans le sol poussiéreux se réveilleront, ceux-ci pour la vie éternelle et ceux-là pour l’horreur éternelle »
- Is 26,19 : « Tes morts revivront, comme mon cadavre ils se lèveront. Réveillez vous et chantez vous, vous qui vivez dans la poussière »
- Ec 12:7 : « Alors la poussière retournera à la terre dont elle vient, et l'âme reviendra à Dieu qui l'a donnée »
- 1 Sa 2,6 : « Dieu fait mourir et il fait vivre, il fait descendre au séjour des morts et il en fait remonter  »
- Ps 30, 4 : « Tu m’as fait remonter du séjour des morts, tu m’as fait revivre loin de ceux qui descendent dans le gouffre »

### Christianisme
La croyance en la résurrection de Jésus, mort sur la croix pour racheter les péchés du monde, est l'événement principal de la religion chrétienne.

#### Nouveau Testament

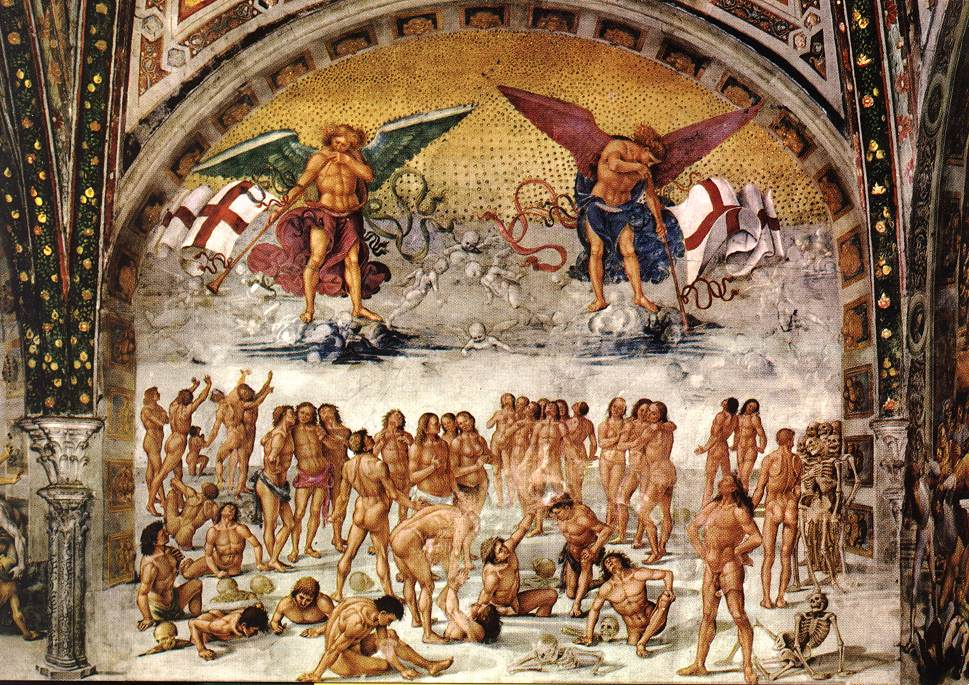
Résurrection de la chair (vers 1500) par Luca Signorelli, d'après 1 Corinthiens 15: 52 : « la trompette sonnera, et les morts ressusciteront incorruptibles et nous serons changés. » Chapelle de San Brizio, dôme, Orvieto.

La Première épître aux Corinthiens (chapitre 15) évoque la résurrection des morts (ἀνάστασις νεκρῶν). Dans les versets 54-55, l'apôtre Paul est cite un passage du Livre d'Osée (13:14) où il parle de l'abolition de la mort.
Dans d'autres épîtres pauliniennes, l'auteur écrit que ceux qui seront ressuscités à la vie éternelle le seront avec des corps spirituels, qui sont impérissables ; la « chair et le sang » des corps naturels et périssables ne peuvent pas hériter du royaume de Dieu et, de même, ceux qui sont corruptibles ne recevront pas d'incorruptibilité (1 Corinthiens 15: 35-54). Même si Paul n'établit pas explicitement que l'immortalité exclut les corps physiques, certains érudits comprennent que, selon Paul, la chair ne doit tout simplement pas jouer de rôle, car nous sommes rendus immortels.

Paul attend cette résurrection à la fin des temps, au moment du retour du Christ:
« Au signal donné par la voix de l’archange, et par la trompette divine, le Seigneur lui-même descendra du ciel, et ceux qui sont morts dans le Christ ressusciteront d’abord. » (1 Th. 4: 16)
L'Évangile selon Matthieu décrit la première occurrence de prédiction de Jésus (Mt. 4:17) : « Repentez-vous, car le royaume des cieux est proche ». Il introduit l'expression de la résurrection des morts (ἀναστάσις τῶν νεκρῶν), également appelée simplement ῇ ἀναστάσει (Mat. 22: 29–33). Ce type de résurrection se réfère à la résurrection des morts, toute l'humanité, à la fin de cet âge actuel la résurrection générale ou universelle.
Dans les Évangiles, cependant, la résurrection, illustrée par la résurrection de Jésus, est présentée avec un accent croissant sur la résurrection de la chair : du tombeau vide de Marc ; les femmes embrassant les pieds de Jésus ressuscité dans Matthieu ; l'insistance de Jésus ressuscité en Luc qu'il est « de chair et d'os » et pas seulement un esprit ou un pneuma ; jusqu'à Jésus ressuscité encourageant les disciples à toucher ses blessures dans l'évangile de Jean.
Dans les Actes des Apôtres, l'expression ἀναστάσεως νεκρῶν a été utilisée par les Apôtres et Paul de Tarse pour défendre la doctrine de la résurrection. Paul a évoqué la résurrection dans son procès devant Ananias de Nébédée. L'expression a été utilisée de diverses manières en référence à une résurrection générale (Actes 24:21) à la fin de cet âge actuel (Actes 23:6, 24:15). L'apôtre Paul, qui se revendique d'éducation pharisienne déclare qu'à la résurrection, ce qui est « semé comme un corps naturel est élevé comme un corps spirituel ».
Il existe deux formes de résurrections associées à deux lieux où la résurrection se produit :
- une résurrection sur terre avec un corps de chair et de sang dans le monde des humains[43],[44],[45],
- une résurrection au ciel avec un corps spirituel dans le monde divin[46].

Les âmes bienfaisantes se relèveront à la vie : c'est le Royaume de Dieu qui fut prêché par le messie et ses apôtres, dont le jardin d'Éden est la meilleure part. Ne pas confondre l'autre monde avec le séjour des morts qui est le lieu de transition où les âmes attendent jusqu'au dernier jugement. Les âmes malveillantes seront reléguées dans la géhenne - enfer, Sheol.
Le Nouveau Testament attribue plusieurs résurrections à Jésus :
- Résurrection du fils unique d’une veuve (évangile selon Luc 7:11-15).
- Résurrection de la fille de Jaïre, président d’une synagogue (évangile de Luc 8: 49-56).
- Résurrection de Lazare (évangile selon Jean 11: 38-44),
- Matthieu 27:52-53 déclare : « … les sépulcres s’ouvrirent, et plusieurs corps des saints qui étaient morts ressuscitèrent. Étant sortis des sépulcres, après la résurrection de Jésus, ils entrèrent dans la ville sainte, et apparurent à un grand nombre de personnes ».

Les Actes des Apôtres rapportent deux résurrections, l'une par Pierre, celle de Tabitha à Joppé (9, 33), et un autre par Paul, celle d'Eutyche, à Troas (20, 10).

#### Credo de Nicée et débuts du christianisme
La plupart des confessions chrétiennes professent le Symbole de Nicée, qui affirme la résurrection des morts et la vie du monde à venir ».
Irénée de Lyon et Justin de Naplouse, au IIe siècle, ont écrit contre l'idée que seule l'âme a survécu. (Le mot « âme » est entré dans la théologie chrétienne par le grec.) Justin insiste sur le fait qu'un homme est à la fois une âme et un corps et que Christ a promis d'élever les deux, tout comme son propre corps a été élevé.
La doctrine chrétienne de la résurrection se fonde sur la résurrection du Christ. Il n'existait aucune croyance grecque en une résurrection générale des morts : une fois un corps détruit, il n'y avait aucune possibilité de revenir à la vie car même les dieux ne pouvaient recréer la chair[réf. nécessaire].
Cette constante de la foi de l'Eglise ancienne est généralement précisée par trois éléments. La résurrection des morts est un événement eschatologique qui aura lieu le dernier jour, à la seconde venue du Christ. Elle est universelle, car tous les hommes ressusciteront. Elle inclut à la fois identité et nouveauté du corps ressuscité. Cette foi en la résurrection est la pierre de touche du christianisme ancien, face à la pensée spiritualiste grecque. On peut citer Clément de Rome, Justin de Naplouse et son élève Tatien, Théophile d'Antioche, Méliton de Sardes, Athénagoras, Irénée de Lyon et Tertullien.

#### Ère moderne
Les premiers Pères de l'Église chrétienne ont défendu la résurrection des morts contre la croyance païenne qui dit que l'âme immortelle va dans le monde souterrain immédiatement après la mort. Cependant, c'est actuellement une croyance chrétienne populaire que les âmes des justes vont au ciel,.
À la fin de la période médiévale, l'ère moderne a ramené la pensée chrétienne non plus sur la résurrection du corps mais sur l'immortalité de l'âme. Cette mutation résulte d'un changement dans le zeitgeist, en réaction à la Renaissance et plus tard aux Lumières. André Dartigues a observé que surtout « du XVIIe au XIXe siècle, le langage de la piété populaire n'évoquait plus la résurrection de l'âme mais la vie éternelle. Bien que les manuels de théologie mentionnent encore la résurrection, ils la traitent davantage comme une question spéculative que comme un problème existentiel ».
Ce changement n'a été soutenu par aucune Écriture, mais en grande partie par la religion populaire des Lumières, le Déisme. Le déisme conçut un être suprême, comme la première cause philosophique, mais il a nié toute interaction personnelle ou relationnelle significative avec ce concept. Le déisme, qui était largement influencé par la rationalité et la raison, pouvait permettre de croire à l'immortalité de l'âme, mais pas nécessairement à la résurrection des morts. Le déiste américain Ethan Allen démontre cette pensée dans son travail, Reason the Only Oracle of Man (1784), où il soutient dans la préface que presque tous les problèmes philosophiques dépassent la compréhension de l'humanité, y compris les miracles du christianisme, bien qu'il conçoive l'immortalité d'une âme immatérielle.

#### Influence sur le droit civil et la coutume
Dans la théologie chrétienne, on croyait autrefois que pour pouvoir se lever le jour du Jugement dernier, le corps devait être entier et de préférence enterré avec les pieds à l'est pour que la personne se lève face à Dieu,,. Une loi du Parlement du règne d'Henri VIII stipulait que seuls les cadavres des meurtriers exécutés pouvaient être utilisés pour la dissection. Restreindre l'utilisation des corps uniquement à ceux des cadavres de meurtriers a été considéré comme une peine supplémentaire pour leurs crimes. Si l'on pense que le démembrement a mis fin à la possibilité de résurrection d'un corps intact le jour du jugement dernier, alors une exécution posthume est un moyen efficace de punir un criminel,,,. Les attitudes à l'égard de cette question ont changé très lentement au Royaume-Uni et ne se sont manifestées dans la loi qu'au moment de l'adoption de l'Anatomy Act en 1832. Pour une grande partie de la population britannique, ce n'est qu'au XXe siècle que le lien entre le corps et la résurrection a finalement été rompu, car la crémation n'a été légalisée qu'en 1902.

### Islam
Dans l'islam, la résurrection est liée au Jugement dernier. Le prophète Mahomet (محمّد, Muḥammad) sera le premier à se relever. Cependant dans l'ici-bas, d'après le Coran, Moïse (en arabe موسى Moussa) d'après la sourate 2 et Jésus (en arabe عيسى 'Isā) d'après la sourate 5, ont réalisé des résurrections en tant que miracles par la « volonté d'Allah ». Cela transparaît en intertexte dans le Coran, par des allusions et non en citations renvoyant à des passages de la Bible :
- Sourate 5 verset 110 : « Et quand Allah dira : « O Jésus, fils de Marie, rappelle-toi Mon bienfait sur toi et sur ta mère quand Je te fortifiais du Saint-Esprit. Au berceau tu parlais aux gens, tout comme en ton âge mûr. Je t'enseignais le Livre, la Sagesse, la Thora et l’Évangile ! Tu fabriquais de l'argile comme une forme d'oiseau par Ma permission ; puis tu soufflais dedans. Alors par Ma permission, elle devenait oiseau. Et tu guérissais par Ma permission, l'aveugle-né et le lépreux. Et par Ma permission, tu faisais revivre les morts. Je te protégeais contre les Enfants d'Israël pendant que tu leur apportais les preuves. Mais ceux d'entre eux qui ne croyaient pas dirent : « Ceci n'est que de la magie évidente ». »
- Sourate 2 verset 73 : « Nous dîmes donc : « Frappez le tué avec une partie de la vache ». - Ainsi Allah ressuscite les morts et vous montre les signes (de Sa puissance) afin que vous raisonniez. »

Ainsi ces résurrections, ne se sont faites que parce qu'Allah l'a voulu car c'est lui seul qui a ce pouvoir dans l'islam. Comme d'ailleurs le Coran le rappelle à certains passages :
- Sourate 2 verset 56 : « Puis Nous vous ressuscitâmes après votre mort afin que vous soyez reconnaissants. » (au sujet des 70 compagnons de Moussa).
- Sourate 2 verset 244 : « N'as-tu pas vu ceux qui sortirent de leurs demeures, - il y en avait des milliers -, par crainte de la mort ? Puis Allah leur dit : « Mourez ». Après quoi Il les rendit à la vie. Certes, Allah est Détenteur de la Faveur, envers les gens; mais la plupart des gens ne sont pas reconnaissants. »
- Sourate 2 verset 259 : « Ou comme celui qui passait par un village désert et dévasté : « Comment Allah va-t-Il redonner la vie à celui-ci après sa mort ? » dit-il. Allah donc le fit mourir et le garda ainsi pendant cent ans. Puis Il le ressuscita en disant : « Combien de temps as-tu demeuré ainsi ? » « Je suis resté un jour, dit l'autre, ou une partie d'une journée. » « Non ! dit Allah, tu es resté cent ans. Regarde donc ta nourriture et ta boisson: rien ne s'est gâté ; mais regarde ton âne… Et pour faire de toi un signe pour les gens, et regarde ces ossements, comment Nous les assemblons et les revêtons de chair ». Et devant l'évidence, il dit : « Je sais qu'Allah est Omnipotent ». »

Yawm al-Qiyamah (en arabe : يوم القيامة « Jour de la Résurrection ») ou ad-Din Yawm (en arabe : يوم الدين « le Jour du Jugement ») est considéré comme l'évaluation finale de Dieu de l'humanité. La séquence des événements (selon la croyance la plus répandue) est l'annihilation de toutes les créatures, la résurrection du corps et le jugement de toutes les créatures sensibles. L'heure exacte à laquelle ces événements se produiront est inconnue, mais il semblerait qu'il y ait des signes majeurs et mineurs qui doivent se produire à l'approche de l'heure de Qiyamah (heure de fin). De nombreux versets coraniques, en particulier les premiers, sont dominés par l'idée de l'approche du jour de la résurrection,.
Sous le signe de nafkhatu'l-ula, une trompette sonnera pour la première fois et entraînera la mort des pécheurs restants. Ensuite, il y aura une période de quarante ans. Le onzième signe est le son d'une deuxième trompette pour signaler la résurrection comme ba'as ba'da'l-mawt. Ensuite, tous seront nus et courront vers le lieu de rassemblement, tandis que les ennemis d'Allah voyageront sur le visage, les jambes droites.
Le Jour de la Résurrection est l'un des six articles de la foi islamique. Tout le monde rendra compte de ses actes dans ce monde et les gens iront au paradis ou en enfer.

## Le zoroastrisme
La croyance zoroastrienne en une rénovation de la fin des temps de la terre est connue sous le nom de frashokereti, qui comprend une certaine forme de réveil des morts qui peut être attestée au plus tôt au IVe siècle av. J.-C.. À la différence du judaïsme, c'est la résurrection de tous les morts à la purification et au renouvellement universels du monde.

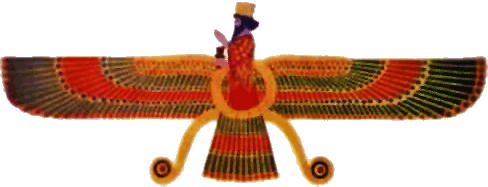
Représentation de Ahura mazda.

Dans la doctrine frashokereti, la rénovation finale de l'univers, c'est quand le mal sera détruit que tout le reste sera alors en parfaite unité avec Dieu (Ahura Mazda). Le terme signifie probablement « rendre merveilleux, excellent ». Les prémisses doctrinales sont (1) la bonne volonté finira par l'emporter sur le mal; (2) la création était initialement parfaitement bonne, mais a ensuite été corrompue par le mal; (3) le monde sera finalement restauré à la perfection qu'il avait au moment de la création; (4) le « salut pour l'individu dépendait de la somme des pensées, des paroles et des actes (de cette personne), et il ne pouvait y avoir aucune intervention, qu'elle soit compatissante ou capricieuse, de la part d'un être divin pour changer cela ». Ainsi, chaque être humain porte la responsabilité du sort de sa propre âme et partage simultanément la responsabilité du sort du monde.